# Shintarō Ishihara
Shintarō Ishihara (japonès: 石原慎太郎)  (Suma, 30 de setembre de 1932 - Ōta, 1 de febrer de 2022). Els seus orígens resideixen a la prefectura de Hyōgo, del Japó. Va ser un polític i escriptor, populista i polèmic nacionalista japonès. Governador de Tòquio entre 1999 i 2012.
Antic líder de la dreta radical del Partit de la Restauració del Japó, un dels ultranacionalistes més destacats de la política japonesa moderna.[2][3] Destacà pels seus comentaris misògins, comentaris racistes, opinions xenòfobes i odi als xinesos i coreans, inclòs l'ús del terme pejoratiu anticuat "sangokujin".
També crític de les relacions entre el Japó i els Estats Units, la seva carrera artística va incloure una novel·la premiada, best-sellers i treballs també en teatre, cinema i periodisme. El seu llibre de 1989, The Japan That Can Say No, en coautoria amb el president de Sony, Akio Morita (publicat el 1991 en anglès), va demanar als seus compatriotes que s'enfrontessin als Estats Units.
Després d'una primera carrera com a escriptor i director de cinema, Ishihara va servir a la Cambra de Consellers de 1968 a 1972, a la Cambra de Representants de 1972 a 1995 i com a governador de Tòquio de 1999 a 2012. Va renunciar a la governació per breument. co-dirigeix el Partit Sunrise, després es va unir al Partit de la Restauració del Japó i va tornar a la Cambra de Representants a les eleccions generals de 2012. Va buscar la reelecció sense èxit a les eleccions generals de novembre de 2014, i va deixar oficialment la política el mes següent.[8]
Els membres de la Cambra de Representants Nobuteru Ishihara i Hirotaka Ishihara són els seus primer i tercer fills; l'actor i pronosticador del clima Yoshizumi Ishihara és el seu segon fill.

## Eleccions aGovernador de Tòquio
| Elecció | Candidat          | Vots      | Percentatge | Resultat |
| ------- | ----------------- | --------- | ----------- | -------- |
| 1975    | Shintaro Ishihara | 2.336.359 | 43,87%      | No       |
| 1999    | Shintaro Ishihara | 1.664.558 | 30,47%      | Sí       |
| 2003    | Shintaro Ishihara | 3.087.190 | 10,2%       | Sí       |
| 2007    | Shintaro Ishihara | 2.811.486 | 50.52%      | Sí       |
| 2011    | Shintaro Ishihara | 2.615.120 | 43,4%       | Sí       |